# Basmati

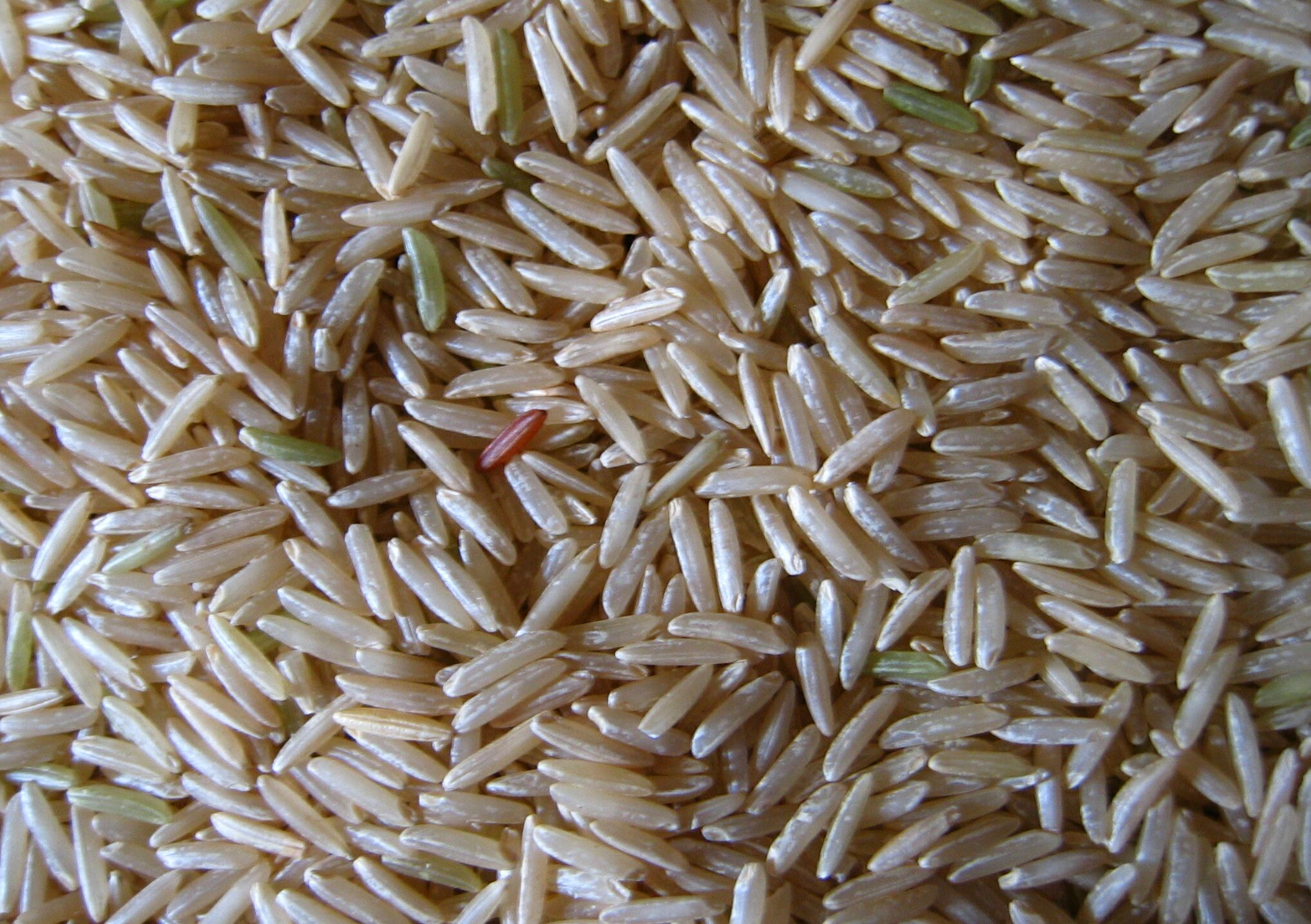
Arròs basmati de la varietat marró

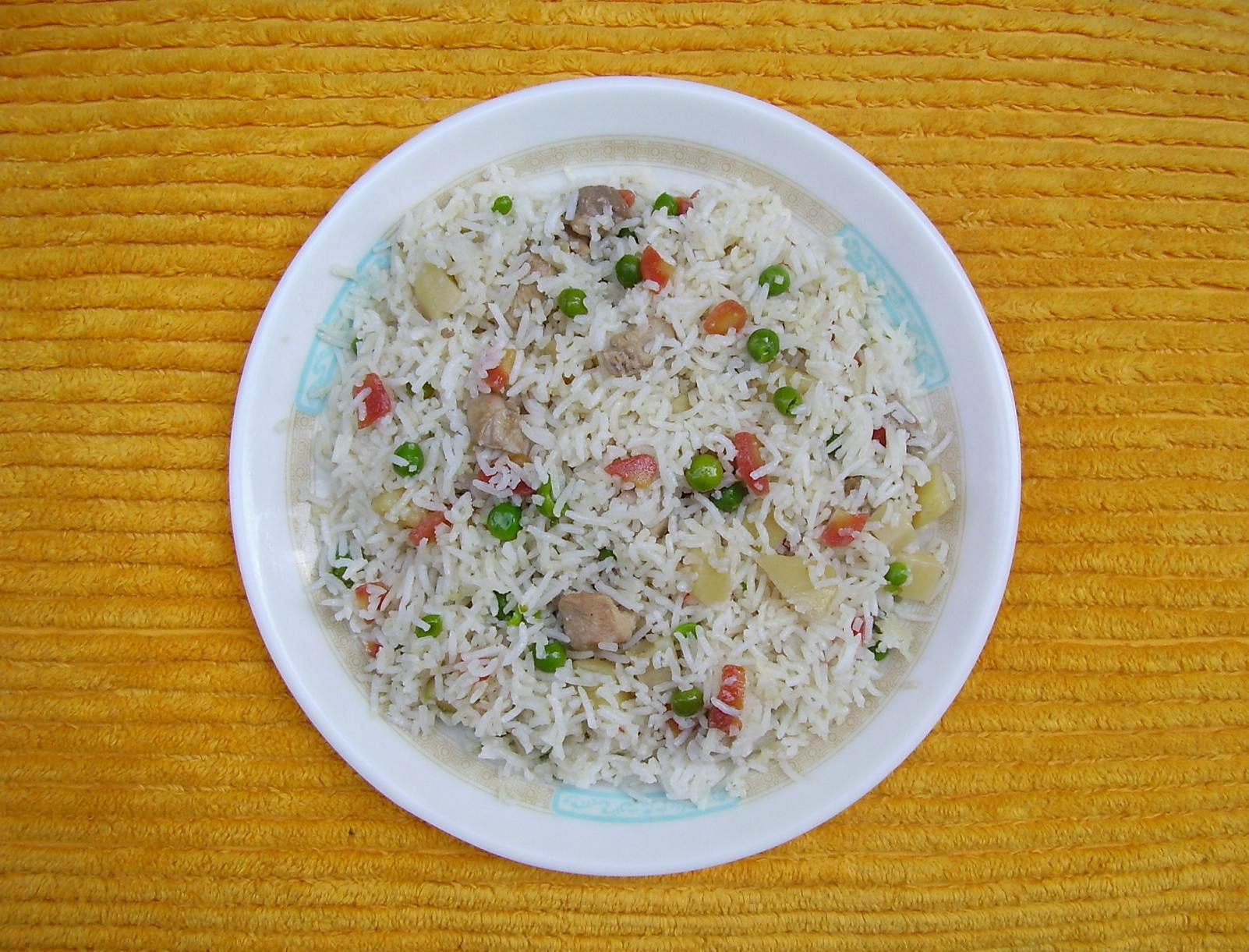
plat xinès amb arròs basmati

Basmati (en hindi:बासमती), és una varietat d'arròs llarg que es cultiva l'Índia i Pakistan notable per la seva fragància i delicat gust de nous. El seu nom prové del sànscrit "l'arròs tou" i en àrab significa "el meu somriure". Es conrea a la regió del Panjab. Té les granes més llargues que la majoria dels altres arrossos i no queden gens enganxats entre ells quan es cou. N'hi ha dos tipus blanc i marró, moltes varietats i també hi ha híbrids.
L'arròs basmati té l'aroma de les fulles de la planta Pandanus fascicularis causat pel component químic 2-acetil-1prirrolina.
El seu índex glucèmic és mitjà (de 56 a 69) cosa que el fa més adequat per a persones diabètiques que altres tipus d'arròs.
Es recomana rentar l'arròs amb aigua freda per treure'n l'excés de midó. El Basmati requerix una cocció especial, en saturació d'aigua. Es posa el triple d'aigua respecte al volum d'arròs, es bull deu minuts amb el gra encara dur per dins, aleshores s'escorren i es deixen a l'olla perquè absorbeixin la humitat.